# Nadine Boske
Nadine Boske (* 23. März 1986 in Berlin) ist eine deutsche Schauspielerin.

## Leben
Nadine Boske studierte nach dem Abitur zunächst Deutsch und Geschichte an der Ernst-Moritz-Arndt-Universität in Greifswald, um Lehrerin zu werden, wandte sich dann aber der Schauspielerei zu und absolvierte von 2008 bis 2012 die Filmuniversität Babelsberg. Während ihrer Ausbildung gastierte sie am Potsdamer Hans Otto Theater und dem Maxim Gorki Theater in ihrer Geburtsstadt. Nach abgeschlossener Berufsausbildung hatte Boske ein erstes Engagement am Theater Junge Generation in Dresden, seit 2015 ist sie Ensemblemitglied am Theater Lübeck.
In Dresden spielte sie die Lotte in Die Leiden des jungen Werther von Johann Wolfgang von Goethe, die Titelrolle in Alice im Wunderland nach dem gleichnamigen Kinderbuch von Lewis Carroll oder die Figur der Agnes in der Bühnenfassung des Jugendfilms Raus aus Åmål. Das Lübecker Publikum sah Boske bislang unter anderem als Marianne in Ödön von Horváths Geschichten aus dem Wiener Wald, in den Tennessee-Williams-Stücken Die Katze auf dem heißen Blechdach und Orpheus steigt herab oder als Lisa in Kinder der Sonne von Maxim Gorki.
Boske arbeitet auch für Film und Fernsehen. 2014 war sie in einer größeren Rolle als Obdachlose neben Christiane Hörbiger in dem Film Auf der Straße unter der Regie von Florian Baxmeyer zu sehen, eine Nebenfigur spielte sie in der deutsch-US-amerikanischen Produktion A Cure for Wellness, die 2017 in die Kinos kam.
Nadine Boske lebt in Lübeck.

## Filmografie
- 2010: Einfach so
- 2013: Wechselspiel
- 2013: Verbrechen nach Ferdinand von Schirach – Notwehr
- 2013: Tore tanzt
- 2013: Familie Dr. Kleist (2 Folgen)
- 2014: Auf der Straße
- 2016: Notruf Hafenkante – Freiheit
- 2016: Tatort – Der treue Roy
- 2016: A Cure for Wellness
- 2018: Tanken – mehr als Super (1 Folge)
- 2020: Nord bei Nordwest – Dinge des Lebens
- 2020: Die Küstenpiloten – (2 Folgen: Kleine Schwester, großer Bruder; Mütter und Töchter)
- 2022: SOKO Wismar – Der Rückkehrer
- 2025: Einspruch, Schatz! – Überraschungsgäste (Fernsehreihe)